# Mk 43型魚雷
Mk 43型魚雷是美國海軍中的第一種也是最小的輕型反潛魚雷。這枚電力推進的魚雷直徑為10寸(25 cm)，長92寸(2.3 m)，重265磅(120 kg)。被形容為「水下制導導彈」，它設計可以在空中或地面發射。Mod 0的內部設計，可在直升機或固定翼飛機上發射，而Mod 1則只能在直升機上發射。Mod 1和Mod 0均以電力推動和可進行深潛，但其潛程相對較短。它們在1960年代被界定為過時產物。